# Levanzo
Levanzo er den mindste af øerne i den italienske øgruppe Ægadiske Øer vest for Sicilien. Den har et areal på ca. 5,8 km² og har ca. 200 indbyggere. Det højeste punkt er Pizzo Monaco, 270 m.o.h. Der er færgeforbindelse til Trapani på Sicilien og til de to andre øer i øgruppen, Favignana og Marettimo.
Øen består af kalksten og er især berømt for klippehulen, Grotta del Genovese, hvor der er fundet malerier fra forhistorisk tid. Hulen menes at have være beboet fra ca. 10.000 til ca. 6.000 f.Kr., og det er således fra denne tid malerierne stammer. Malerierne forestiller især pattedyr, fugle og fisk, men også mennesker. Malerierne anses for at have høj kunstnerisk kvalitet.
38°00′N 12°20′Ø / 38°N 12.33°Ø